# 德馬 (密西西比州)
德馬（英語：Derma）是位於美國密西西比州卡爾霍恩縣的城鎮。

## 人口
根據2020年美國人口普查的數據，德馬的面積為4.59平方千米，皆為陸地。當地共有人口957人，而人口密度為每平方千米208人。